# Skiflugweltrekord
Dieser Artikel behandelt die Entwicklung der beim Skispringen einschließlich dem Schifliegen erzielten Weitenrekorde.
Die aktuellen, von der FIS anerkannten Weitenrekorde sind 254,5 Meter für Männer und 236,0 Meter für Frauen. Der Rekord der Männer wurde vom Slowenen Domen Prevc am 30. März 2025 auf der Skiflugschanze in Planica aufgestellt. Den Rekord der Frauen erzielte die Slowenin Nika Prevc am 14. März 2025 auf der Skiflugschanze in Vikersund.
Damit ein Rekord anerkannt wird muss der Sprung „gestanden“ werden, wobei ein Sprung bereits dann als nicht gestanden zählt, wenn der Springer bei der Landung kurz mit der Hand oder dem Rücken den Boden berührt. In jüngerer Zeit werden Rekorde von der FIS nur noch anerkannt, wenn sie bei einem FIS Wettbewerb zustande gekommen sind.
Am 24. April 2024 sprang der Japaner Ryōyū Kobayashi auf einer temporären, von Red Bull zu diesem Zweck in Akureyri errichteten Skiflugschanze auf 291 Meter. Die FIS hat die Leistung gewürdigt, jedoch klargestellt, dass sie diese Weite nicht als neuen Rekord wertet.

## Weltrekordentwicklung Männer

### Offiziell
| Nr. | Datum              | Springer            | Weite   | Ort                     | Schanze                         |                            |
| --- | ------------------ | ------------------- | ------- | ----------------------- | ------------------------------- | -------------------------- |
| 1   | 22. November 1808  | Olaf Rye            | 009,4 m | Eidsberg, Indre Østfold | Lekum gård, Eidsberg Kirche     | [ 5 ] [ 6 ]                |
| 2   | 8. März 1868       | Sondre Norheim      | 019,5 m | Brunkeberg              | Telemarkbakken                  | [ 7 ] [ 8 ] [ 9 ]          |
| 3   | 12. Februar 1879   | Olaf Haugann        | 020,7 m | Oslo                    | Kastellbakken                   | [ 10 ] [ 11 ]              |
| 4   | 5.–7. Februar 1881 | Sveinung Svalastoga | 022 m   | Oslo                    | Kastellbakken                   | [ 12 ] [ 13 ]              |
| 5   | 24. Februar 1886   | Olaf Bergland       | 025,5 m | Seljord                 | Flatdalbakken                   | [ 14 ]                     |
| 6   | 9. März 1891       | Mikkel Hemmestveit  | 031,1 m | Red Wing                | McSorely Hill                   | [ 15 ]                     |
| 7   | 15. Januar 1893    | Torjus Hemmestveit  | 031,4 m | Red Wing                | McSorely Hill                   | [ 16 ]                     |
| 8   | 25. Januar 1897    | Svein Sollid        | 031,5 m | Morgedal                | Hegnibakken                     | [ 17 ]                     |
| 9   | 5. Februar 1899    | Asbjørn Nilssen     | 032,5 m | Bærum                   | Solbergbakken                   | [ 18 ] [ 7 ]               |
| 10  | 5. Februar 1899    | Morten Hansen       | 032,5 m | Bærum                   | Solbergbakken                   | [ 18 ]                     |
| 11  | 11. Februar 1900   | Olaf Tandberg       | 035,5 m | Bærum                   | Solbergbakken                   | [ 19 ] [ 20 ]              |
| 12  | 11. Februar 1902   | Sigurd Brunæs       | 035,5 m | Geithus                 | Gustadbakken                    | [ 21 ] [ 22 ]              |
| 13  | 9. März 1902       | Nils Gjestvang      | 038 m   | Geithus                 | Gustadbakken                    | [ 23 ]                     |
| 14  | 9. März 1902       | Nils Gjestvang      | 041 m   | Geithus                 | Gustadbakken                    | [ 23 ]                     |
| 15  | 10. Februar 1907   | Gunnar Johansen     | 041 m   | Geithus                 | Gustadbakken                    | [ 24 ]                     |
| 16  | 24. Januar 1909    | Oscar Gundersen     | 042,1 m | Chippewa Falls          | Chippewa Falls Ski Jumps        | [ 25 ]                     |
| 17  | 21. Februar 1909   | Harald Smith        | 043 m   | Bardonecchia            | Trampolino Campo Smith          | [ 26 ] [ 27 ] [ 7 ]        |
| 18  | 28. Februar 1909   | Harald Smith        | 045 m   | Davos                   | Bolgenschanze                   | [ 28 ] [ 27 ] [ 7 ]        |
| 19  | 18. Februar 1911   | Anders Haugen       | 046,3 m | Ironwood                | Wolverine Hill                  | [ 29 ]                     |
| 20  | 18. Februar 1912   | Gunnar Andersen     | 047 m   | Geithus                 | Gustadbakken                    | [ 30 ] [ 31 ] [ 32 ]       |
| 21  | 16. Februar 1913   | Ragnar Omtvedt      | 051,5 m | Ironwood                | Wolverine Hill                  | [ 32 ] [ 33 ]              |
| 22  | 7. Februar 1915    | Amble Omundsen      | 054 m   | Mjøndalen               | Vikkolen                        | [ 34 ] [ 35 ]              |
| 23  | 18. Februar 1916   | Ragnar Omtvedt      | 058,8 m | Steamboat Springs       | Howelsen Hill                   | [ 36 ] [ 34 ]              |
| 24  | 2. März 1917       | Henry Hall          | 061,9 m | Steamboat Springs       | Howelsen Hill                   | [ 37 ] [ 38 ]              |
| 25  | 9. März 1919       | Anders Haugen       | 064,9 m | Dillon                  | Haugen Hill                     | [ 39 ]                     |
| 26  | 29. Februar 1920   | Anders Haugen       | 065,2 m | Dillon                  | Haugen Hill                     | [ 40 ]                     |
| 27  | 9. Februar 1921    | Henry Hall          | 069,8 m | Revelstoke              | Big Hill                        | [ 41 ]                     |
| 28  | 4. Februar 1925    | Nels Nelsen         | 073,1 m | Revelstoke              | Big Hill                        | [ 42 ]                     |
| 29  | 12. Januar 1930    | Adolph Badrutt      | 075 m   | Pontresina              | Bernina-Roseggschanze           | [ 43 ] [ 44 ] [ 45 ]       |
| 30  | 18. Januar 1931    | Birger Ruud         | 076,5 m | Odnes                   | Odnesbakken                     | [ 46 ]                     |
| 31  | 24. Februar 1931   | Sigmund Ruud        | 081,5 m | Davos                   | Bolgenschanze                   | [ 47 ] [ 48 ] [ 7 ]        |
| 32  | 19. Januar 1933    | Sigmund Ruud        | 084 m   | Villars                 | Tremplin de Bretaye             | [ 49 ] [ 7 ]               |
| 33  | 21. Januar 1933    | Sigmund Ruud        | 086 m   | Villars                 | Tremplin de Bretaye             | [ 7 ] [ 50 ]               |
| 34  | 26. Februar 1933   | Henri Ruchet        | 087 m   | Villars                 | Tremplin de Bretaye             | [ 51 ]                     |
| 35  | 15. März 1933      | Bob Lymburne        | 087,5 m | Revelstoke              | Big Hill                        | [ 52 ] [ 53 ]              |
| 36  | 25. März 1934      | Birger Ruud         | 092 m   | Planica                 | Bloudkova velikanka             | [ 54 ]                     |
| 37  | 14. März 1935      | Reidar Andersen     | 093 m   | Planica                 | Bloudkova velikanka             | [ 55 ]                     |
| 38  | 15. März 1935      | Stanisław Marusarz  | 095 m   | Planica                 | Bloudkova velikanka             | [ 56 ] [ 57 ]              |
| 39  | 15. März 1935      | Reidar Andersen     | 099 m   | Planica                 | Bloudkova velikanka             | [ 56 ] [ 57 ] [ 58 ]       |
| 40  | 15. März 1935      | Reidar Andersen     | 099 m   | Planica                 | Bloudkova velikanka             | [ 56 ] [ 57 ] [ 58 ]       |
| 41  | 17. März 1935      | Fritz Kainersdorfer | 099,5 m | Ponte di Legno          | Trampolino Gigante Corno d’Aola | [ 59 ] [ 7 ]               |
| 42  | 15. März 1936      | Josef Bradl         | 101,5 m | Planica                 | Bloudkova velikanka             | [ 60 ] [ 61 ] [ 62 ] [ 7 ] |
| 43  | 15. März 1938      | Josef Bradl         | 107 m   | Planica                 | Bloudkova velikanka             | [ 63 ] [ 64 ] [ 65 ]       |
| 44  | 2. März 1941       | Rudi Gering         | 108 m   | Planica                 | Bloudkova velikanka             | [ 66 ] [ 64 ] [ 67 ]       |
| 45  | 2. März 1941       | Rudi Gering         | 118 m   | Planica                 | Bloudkova velikanka             | [ 66 ] [ 64 ] [ 67 ]       |
| 46  | 15. März 1948      | Fritz Tschannen     | 120 m   | Planica                 | Bloudkova velikanka             | [ 68 ] [ 69 ] [ 64 ]       |
| 47  | 28. Februar 1950   | Willi Gantschnigg   | 124 m   | Oberstdorf              | Heini-Klopfer-Skiflugschanze    | [ 70 ] [ 71 ] [ 72 ]       |
| 48  | 2. März 1950       | Josef Weiler        | 127 m   | Oberstdorf              | Heini-Klopfer-Skiflugschanze    | [ 70 ] [ 72 ] [ 73 ]       |
| 49  | 3. März 1950       | Andreas Däscher     | 130 m   | Oberstdorf              | Heini-Klopfer-Skiflugschanze    | [ 72 ]                     |
| 50  | 3. März 1950       | Dan Netzell         | 135 m   | Oberstdorf              | Heini-Klopfer-Skiflugschanze    | [ 74 ] [ 70 ] [ 72 ]       |
| 51  | 2. März 1951       | Tauno Luiro         | 139 m   | Oberstdorf              | Heini-Klopfer-Skiflugschanze    | [ 75 ] [ 76 ]              |
| 52  | 24. Februar 1961   | Jože Šlibar         | 141 m   | Oberstdorf              | Heini-Klopfer-Skiflugschanze    | [ 77 ] [ 78 ]              |
| 53  | 1. März 1962       | Peter Lesser        | 141 m   | Tauplitz                | Kulm                            | [ 79 ] [ 78 ]              |
| 54  | 14. Februar 1964   | Kjell Sjöberg       | 141 m   | Oberstdorf              | Heini-Klopfer-Skiflugschanze    | [ 80 ] [ 78 ]              |
| 55  | 15. Februar 1964   | Dalibor Motejlek    | 142 m   | Oberstdorf              | Heini-Klopfer-Skiflugschanze    | [ 81 ] [ 78 ]              |
| 56  | 16. Februar 1964   | Nilo Zandanel       | 144 m   | Oberstdorf              | Heini-Klopfer-Skiflugschanze    | [ 82 ] [ 78 ]              |
| 57  | 21. März 1965      | Peter Lesser        | 145,5 m | Tauplitz                | Kulm                            | [ 83 ] [ 84 ]              |
| 58  | 12. März 1966      | Bjørn Wirkola       | 145,5 m | Vikersund               | Vikersundbakken                 | [ 85 ] [ 86 ] [ 64 ]       |
| 59  | 13. März 1966      | Bjørn Wirkola       | 146 m   | Vikersund               | Vikersundbakken                 | [ 86 ] [ 64 ]              |
| 60  | 10. Februar 1967   | Lars Grini          | 147 m   | Oberstdorf              | Heini-Klopfer-Skiflugschanze    | [ 87 ] [ 88 ]              |
| 61  | 10. Februar 1967   | Kjell Sjöberg       | 148 m   | Oberstdorf              | Heini-Klopfer-Skiflugschanze    | [ 87 ] [ 88 ]              |
| 62  | 11. Februar 1967   | Lars Grini          | 150 m   | Oberstdorf              | Heini-Klopfer-Skiflugschanze    | [ 89 ]                     |
| 63  | 12. März 1967      | Reinhold Bachler    | 154 m   | Vikersund               | Vikersundbakken                 | [ 90 ] [ 91 ]              |
| 64  | 21. März 1969      | Bjørn Wirkola       | 156 m   | Planica                 | Velikanka bratov Gorišek        | [ 92 ]                     |
| 65  | 22. März 1969      | Jiří Raška          | 156 m   | Planica                 | Velikanka bratov Gorišek        | [ 93 ]                     |
| 66  | 22. März 1969      | Bjørn Wirkola       | 160 m   | Planica                 | Velikanka bratov Gorišek        | [ 93 ]                     |
| 67  | 22. März 1969      | Jiří Raška          | 164 m   | Planica                 | Velikanka bratov Gorišek        | [ 93 ]                     |
| 68  | 23. März 1969      | Manfred Wolf        | 165 m   | Planica                 | Velikanka bratov Gorišek        | [ 94 ]                     |
| 69  | 9. März 1973       | Heinz Wosipiwo      | 169 m   | Oberstdorf              | Heini-Klopfer-Skiflugschanze    | [ 95 ] [ 96 ]              |
| 70  | 15. März 1974      | Walter Steiner      | 169 m   | Planica                 | Velikanka bratov Gorišek        | [ 97 ] [ 98 ]              |
| 71  | 4. März 1976       | Geir Ove Berg       | 173 m   | Oberstdorf              | Heini-Klopfer-Skiflugschanze    | [ 99 ]                     |
| 72  | 5. März 1976       | Toni Innauer        | 174 m   | Oberstdorf              | Heini-Klopfer-Skiflugschanze    | [ 99 ]                     |
| 73  | 5. März 1976       | Falko Weißpflog     | 174 m   | Oberstdorf              | Heini-Klopfer-Skiflugschanze    | [ 99 ]                     |
| 74  | 7. März 1976       | Toni Innauer        | 176 m   | Oberstdorf              | Heini-Klopfer-Skiflugschanze    | [ 100 ]                    |
| 75  | 18. März 1979      | Klaus Ostwald       | 176 m   | Planica                 | Velikanka bratov Gorišek        | [ 101 ]                    |
| 76  | 27. März 1980      | Armin Kogler        | 176 m   | Harrachov               | Čerťák                          | [ 102 ]                    |
| 77  | 26. Februar 1981   | Armin Kogler        | 180 m   | Oberstdorf              | Heini-Klopfer-Skiflugschanze    | [ 71 ]                     |
| 78  | 19. März 1983      | Pavel Ploc          | 181 m   | Harrachov               | Čerťák                          | [ 103 ]                    |
| 79  | 16. März 1984      | Matti Nykänen       | 182 m   | Oberstdorf              | Heini-Klopfer-Skiflugschanze    | [ 104 ] [ 105 ]            |
| 80  | 16. März 1984      | Matti Nykänen       | 182 m   | Oberstdorf              | Heini-Klopfer-Skiflugschanze    | [ 104 ]                    |
| 81  | 17. März 1984      | Matti Nykänen       | 185 m   | Oberstdorf              | Heini-Klopfer-Skiflugschanze    | [ 106 ] [ 107 ]            |
| 82  | 15. März 1985      | Mike Holland        | 186 m   | Planica                 | Velikanka bratov Gorišek        | [ 108 ] [ 109 ]            |
| 83  | 15. März 1985      | Matti Nykänen       | 187 m   | Planica                 | Velikanka bratov Gorišek        | [ 108 ]                    |
| 84  | 15. März 1985      | Matti Nykänen       | 191 m   | Planica                 | Velikanka bratov Gorišek        | [ 108 ]                    |
| 85  | 9. März 1986       | Andreas Felder      | 191 m   | Tauplitz                | Kulm                            | [ 110 ] [ 111 ]            |
| 86  | 14. März 1987      | Piotr Fijas         | 194 m   | Planica                 | Velikanka bratov Gorišek        | [ 112 ] [ 113 ]            |
| 87  | 17. März 1994      | Martin Höllwarth    | 196 m   | Planica                 | Velikanka bratov Gorišek        | [ 114 ]                    |
| 88  | 17. März 1994      | Toni Nieminen       | 203 m   | Planica                 | Velikanka bratov Gorišek        | [ 115 ] [ 114 ]            |
| 89  | 18. März 1994      | Espen Bredesen      | 209 m   | Planica                 | Velikanka bratov Gorišek        | [ 116 ]                    |
| 90  | 22. März 1997      | Espen Bredesen      | 210 m   | Planica                 | Velikanka bratov Gorišek        | [ 117 ]                    |
| 91  | 22. März 1997      | Lasse Ottesen       | 212 m   | Planica                 | Velikanka bratov Gorišek        | [ 117 ]                    |
| 92  | 19. März 1999      | Martin Schmitt      | 214,5 m | Planica                 | Velikanka bratov Gorišek        | [ 118 ]                    |
| 93  | 20. März 1999      | Tommy Ingebrigtsen  | 219,5 m | Planica                 | Velikanka bratov Gorišek        | [ 119 ]                    |
| 94  | 16. März 2000      | Thomas Hörl         | 224,5 m | Planica                 | Velikanka bratov Gorišek        | [ 120 ]                    |
| 95  | 18. März 2000      | Andreas Goldberger  | 225 m   | Planica                 | Velikanka bratov Gorišek        | [ 121 ] [ 122 ]            |
| 96  | 20. März 2003      | Adam Małysz         | 225 m   | Planica                 | Velikanka bratov Gorišek        | [ 123 ]                    |
| 97  | 20. März 2003      | Matti Hautamäki     | 227,5 m | Planica                 | Velikanka bratov Gorišek        | [ 124 ] [ 125 ]            |
| 98  | 22. März 2003      | Matti Hautamäki     | 228,5 m | Planica                 | Velikanka bratov Gorišek        | [ 124 ]                    |
| 99  | 23. März 2003      | Matti Hautamäki     | 231 m   | Planica                 | Velikanka bratov Gorišek        | [ 124 ] [ 126 ]            |
| 100 | 20. März 2005      | Tommy Ingebrigtsen  | 231 m   | Planica                 | Letalnica bratov Gorišek        | [ 127 ]                    |
| 101 | 20. März 2005      | Bjørn Einar Romøren | 234,5 m | Planica                 | Letalnica bratov Gorišek        | [ 127 ]                    |
| 102 | 20. März 2005      | Matti Hautamäki     | 235,5 m | Planica                 | Letalnica bratov Gorišek        | [ 127 ]                    |
| 103 | 20. März 2005      | Bjørn Einar Romøren | 239 m   | Planica                 | Letalnica bratov Gorišek        | [ 127 ]                    |
| 104 | 11. Februar 2011   | Johan Remen Evensen | 243 m   | Vikersund               | Vikersundbakken                 | [ 128 ]                    |
| 105 | 11. Februar 2011   | Johan Remen Evensen | 246,5 m | Vikersund               | Vikersundbakken                 |                            |
| 106 | 14. Februar 2015   | Peter Prevc         | 250 m   | Vikersund               | Vikersundbakken                 |                            |
| 107 | 15. Februar 2015   | Anders Fannemel     | 251,5 m | Vikersund               | Vikersundbakken                 |                            |
| 108 | 18. März 2017      | Robert Johansson    | 252 m   | Vikersund               | Vikersundbakken                 |                            |
| 109 | 18. März 2017      | Stefan Kraft        | 253,5 m | Vikersund               | Vikersundbakken                 |                            |
| 110 | 30. März 2025      | Domen Prevc         | 254,5 m | Planica                 | Letalnica bratov Gorišek        | [ 129 ]                    |

### Ungültige/Inoffizielle Rekorde
| Nummer | Datum             | Springer              | Weite   | Ort               | Schanze                         | Grund |
| ------ | ----------------- | --------------------- | ------- | ----------------- | ------------------------------- | --- |
| 1      | 12. Februar 1879  | Olaf Haugann          | 022 m   | Oslo              | Kastellbakken                   | Übungssprung |
| 2      | 24. Februar 1886  | Johannes Nordgården   | 027 m   | Seljord           | Flatdalbakken                   | Sturz |
| 3      | 10. Februar 1889  | Richard Blichfeldt    | 025,5 m | Kristiania        | Frognerseteren                  | Sturz |
| 4      | 21./22. März 1891 | Gustav Bye            | 033 m   | Trondheim         | Blybergbakken                   | behaupteter Weltrekord |
| 5      | 17. Februar 1894  | Mikkel Hemmestveit    | 036,6 m | Red Wing          | McSorely Hill                   | Sturz |
| 6      | 2. Februar 1896   | Alf Staver            | 031,5 m | Bærum             | Solbergbakken                   | Sturz |
| 7      | 7. Februar 1897   | Cato Aall             | 031,5 m | Bærum             | Solbergbakken                   | außer Konkurrenz |
| 8      | 7. Februar 1897   | Asbjørn Nilssen       | 035 m   | Bærum             | Solbergbakken                   | Sturz |
| 9      | 1899              | Trygve Smith          | 036 m   | Bærum             | Solbergbakken                   | ? |
| 10     | 28. Januar 1900   | Thor Thorsen          | 034 m   | Trondheim         | Blybergbakken                   | Sturz |
| 11     | 11. Februar 1900  | Aksel Refstad         | 036 m   | Bærum             | Solbergbakken                   | Sturz |
| 12     | 11. Februar 1900  | Aksel Refstad         | 036 m   | Bærum             | Solbergbakken                   | Sturz |
| 13     | 25. Februar 1900  | Aslak Solid           | 036 m   | Morgedal          | Donstadbakken                   | Sturz |
| 14     | 27. Januar 1901   | Ole Mangseth          | 038 m   | Gjøvik            | Bjørnsvebakken                  | Sturz |
| 15     | 9. Februar 1902   | Albert Wüller         | 036,5 m | Bærum             | Solbergbakken                   | Sturz |
| 16     | 11. Februar 1902  | Hans Hovde            | 036 m   | Geithus           | Gustadbakken                    | Sturz |
| 17     | 16. Februar 1902  | Johan Hestnæs         | 039,5 m | Brumunddal        | Frambakken                      | Sturz |
| 18     | 23. Februar 1902  | Paul Nesjø            | 039,5 m | Trondheim         | Blybergbakken                   | außer Konkurrenz |
| 19     | 10. Februar 1907  | Jørgen Røed           | 041 m   | Geithus           | Gustadbakken                    | Sturz |
| 20     | 2. Februar 1908   | A. Blomqvist          | 047 m   | Geithus           | Gustadbakken                    | Sturz |
| 21     | 14. Februar 1909  | Ola Brevik            | 043 m   | Brumunddal        | Frambakken                      | Sturz |
| 22     | 28. Februar 1909  | Trygve Smith          | 046 m   | Davos             | Bolgenschanze                   | Sturz |
| 23     | 6. Februar 1910   | Gunnar Sundet         | 045,5 m | Geithus           | Gustadbakken                    | Sturz |
| 24     | 27. Februar 1910  | Einar Jensen          | 046,5 m | Brumunddal        | Frambakken                      | Sturz |
| 25     | 27. Februar 1910  | Sigurd Brevik         | 051 m   | Brumunddal        | Frambakken                      | Sturz |
| 26     | 5. Februar 1911   | Haakon Hansen         | 047 m   | Geithus           | Gustadbakken                    | Sturz |
| 27     | 18. Februar 1911  | Barney Riley          | 046,9 m | Ironwood          | Curry Hill                      | Sturz |
| 28     | 4. Februar 1912   | Halvor Rismyhr        | 049,5 m | Brumunddal        | Frambakken                      | Sturz |
| 29     | 18. Februar 1912  | Oscar Gundersen       | 050 m   | Geithus           | Gustadbakken                    | Sturz |
| 30     | 18. Februar 1912  | James Presthus        | 047,5 m | Ironwood          | Curry Hill                      | Sturz |
| 31     | 11. Februar 1913  | Emil Knudsen          | 049 m   | Davos             | Bolgenschanze                   | Sturz |
| 32     | 16. Februar 1913  | Ragnar Omtvedt        | 048,2 m | Ironwood          | Curry Hill                      | inoffiziell? |
| 33     | 16. Februar 1913  | Barney Riley          | 049,1 m | Ironwood          | Curry Hill                      | Sturz |
| 34     | 16. Februar 1913  | Barney Riley          | 050,3 m | Ironwood          | Curry Hill                      | Sturz |
| 35     | 1. Februar 1914   | Josef Henriksen       | 052 m   | Geithus           | Gustadbakken                    | Sturz |
| 36     | 1915              | Ragnar Omtvedt        | 056 m   | Ironwood          | Curry Hill                      | inoffizieller Wettbewerb |
| 37     | 30. Januar 1916   | Balthasar Wasescha    | 058 m   | Klosters          | Selfranga-Schanze               | Sturz |
| 38     | 30. Januar 1916   | Balthasar Wasescha    | 060 m   | Klosters          | Selfranga-Schanze               | Sturz |
| 39     | 1. Februar 1916   | Nels Nelsen           | 055,8 m | Revelstoke        | Nels Nelsen Hill                | Trainingssprung |
| 40     | 28. Februar 1919  | Anders Haugen         | 062,2 m | Steamboat Springs | Howelsen Hill                   | Sturz |
| 41     | 28. Februar 1919  | Anders Haugen         | 062,5 m | Steamboat Springs | Howelsen Hill                   | Sturz |
| 42     | 28. Februar 1919  | Lars Haugen           | 063,7 m | Steamboat Springs | Howelsen Hill                   | Sturz |
| 43     | 28. Februar 1919  | Lars Haugen           | 064,6 m | Steamboat Springs | Howelsen Hill                   | Sturz |
| 44     | 29. Februar 1920  | Anders Haugen         | 066,4 m | Steamboat Springs | Howelsen Hill                   | Sturz |
| 45     | 9. Februar 1921   | Henry Hansen          | 071,6 m | Revelstoke        | Nels Nelsen Hill                | Sturz |
| 46     | März 1923         | Nels Nelsen           | 071,3 m | Revelstoke        | Nels Nelsen Hill                | Sturz |
| 47     | 5. Februar 1924   | Nels Nelsen           | 071,6 m | Revelstoke        | Nels Nelsen Hill                | Sturz |
| 48     | 6. Februar 1924   | Nels Nelsen           | 071,6 m | Revelstoke        | Nels Nelsen Hill                | Sturz |
| 49     | 21. Februar 1926  | Erling Andersen       | 075 m   | Odnes             | Odnesbakken                     | Sturz |
| 50     | 21. Januar 1928   | Adolf Badrutt         | 073,5 m | Pontresina        | Bernina-Roseg-Schanze           | außer Konkurrenz |
| 51     | 18. Februar 1928  | Jacob Tullin Thams    | 073 m   | St. Moritz        | Olympiaschanze                  | Sturz |
| 52     | Januar 1930       | Adolf Badrutt         | 074,5 m | Pontresina        | Bernina-Roseg-Schanze           | Sturz |
| 53     | 16. Februar 1930  | Ernesto Zardini       | 076 m   | Ponte di Legno    | Trampolino Gigante Corno d’Aola | Sturz |
| 54     | 1. Januar 1931    | Alf Engen             | 075,3 m | Salt Lake City    | Ecker Hill                      | WAWSA |
| 55     | 18. Januar 1931   | Sverre Kolterud       | 075,5 m | Odnes             | Flubergbakken                   | Sturz |
| 56     | 18. Januar 1931   | Hans Beck             | 076,5 m | Odnes             | Flubergbakken                   | Sturz |
| 57     | 18. Januar 1931   | Birger Ruud           | 082 m   | Odnes             | Flubergbakken                   | Sturz |
| 58     | Januar 1931       | Alf Engen             | 077,4 m | Salt Lake City    | Ecker Hill                      | WAWSA-Mitgliedschaft |
| 59     | Januar 1931       | Alf Engen             | 081,1 m | Salt Lake City    | Ecker Hill                      | WAWSA-Mitgliedschaft |
| 60     | Februar 1931      | Bronisław Czech       | 079,5 m | Ponte di Legno    | Trampolino Gigante Corno d’Aola | Sturz: hors concours |
| 61     | 12. März 1932     | Robert Lymburne       | 082 m   | Nels Nelsen       | Nels Nelsen Hill                | inoffizieller Wettbewerb |
| 62     | 12. März 1932     | Sigmund Ruud          | 082 m   | Davos             | Bolgenschanze                   | inoffiziell |
| 63     | 12. Februar 1933  | Birger Ruud           | 082 m   | Innsbruck         | Bergiselschanze                 | Sturz |
| 64     | 25. März 1934     | Gregor Höll           | 089 m   | Planica           | Bloudkova velikanka             | Sturz |
| 65     | 25. März 1934     | Sigmund Ruud          | 095 m   | Planica           | Bloudkova velikanka             | Sturz |
| 66     | Januar 1935       | Alf Engen             | 094,8 m | Salt Lake City    | Ecker Hill                      | Trainingssprung |
| 67     | 17. März 1935     | Olav Ulland           | 103,5 m | Ponte di Legno    | Trampolino Gigante Corno d’Aola | Sturz |
| 68     | 2. März 1941      | Heinrich Palme        | 109 m   | Planica           | Bloudkova velikanka             | Griff in den Schnee |
| 69     | 14. März 1948     | Janez Polda           | 120 m   | Planica           | Bloudkova velikanka             | Griff in den Schnee |
| 70     | 14. März 1948     | Charles Blum          | 121 m   | Planica           | Bloudkova velikanka             | Sturz |
| 71     | 2. März 1950      | Hans Eder             | 130 m   | Oberstdorf        | Heini-Klopfer-Skiflugschanze    | Disqualifiziert |
| 72     | 2. März 1950      | Willi Gantschnigg     | 130 m   | Oberstdorf        | Heini-Klopfer-Skiflugschanze    | Sturz |
| 73     | 23. März 1958     | Max Bolkart           | 139 m   | Oberstdorf        | Heini-Klopfer-Skiflugschanze    | Griff in den Schnee |
| 74     | 25. Februar 1961  | Wolfgang Happle       | 145 m   | Oberstdorf        | Heini-Klopfer-Skiflugschanze    | Sturz |
| 75     | 19. März 1965     | Bjørn Wirkola         | 144 m   | Tauplitz          | Kulm                            | Sturz |
| 76     | 20. März 1965     | Peter Lesser          | 147 m   | Tauplitz          | Kulm                            | Sturz |
| 77     | 8. März 1969      | Ladislav Divila       | 156 m   | Vikersund         | Vikersundbakken                 | Sturz |
| 78     | 8. März 1973      | Jochen Danneberg      | 166 m   | Oberstdorf        | Heini-Klopfer-Skiflugschanze    | Sturz |
| 79     | 8. März 1973      | Takao Itō             | 176 m   | Oberstdorf        | Heini-Klopfer-Skiflugschanze    | Sturz |
| 80     | 9. März 1973      | Walter Steiner        | 175 m   | Oberstdorf        | Heini-Klopfer-Skiflugschanze    | Sturz |
| 81     | 11. März 1973     | Walter Steiner        | 179 m   | Oberstdorf        | Heini-Klopfer-Skiflugschanze    | Sturz |
| 82     | 15. März 1974     | Walter Steiner        | 177 m   | Planica           | Velikanka bratov Gorišek        | Sturz |
| 83     | 20. März 1977     | Bogdan Norčič         | 181 m   | Planica           | Velikanka bratov Gorišek        | Griff in den Schnee |
| 84     | 17. März 1979     | Axel Zitzmann         | 179 m   | Planica           | Velikanka bratov Gorišek        | Sturz |
| 85     | 13. März 1987     | Andreas Felder        | 192 m   | Planica           | Velikanka bratov Gorišek        | Griff in den Schnee |
| 86     | 23. März 1991     | André Kiesewetter     | 196 m   | Planica           | Velikanka bratov Gorišek        | Griff in den Schnee |
| 87     | 22. März 1992     | Christof Duffner      | 194 m   | Harrachov         | Čerťák                          | Sturz |
| 88     | 17. März 1994     | Andreas Goldberger    | 202 m   | Planica           | Velikanka bratov Gorišek        | Griff in den Schnee |
| 89     | 18. März 1994     | Christof Duffner      | 207 m   | Planica           | Velikanka bratov Gorišek        | Sturz |
| 90     | 22. März 1997     | Dieter Thoma          | 213 m   | Planica           | Velikanka bratov Gorišek        | Griff in den Schnee |
| 91     | 19. März 1999     | Martin Schmitt        | 219 m   | Planica           | Velikanka bratov Gorišek        | Sturz |
| 92     | 21. März 2003     | Veli-Matti Lindström  | 232,5 m | Planica           | Velikanka bratov Gorišek        | Griff in den Schnee |
| 93     | 17. März 2005     | Andreas Widhölzl      | 234,5 m | Planica           | Letalnica bratov Gorišek        | Sturz |
| 94     | 20. März 2005     | Janne Ahonen          | 240 m   | Planica           | Letalnica bratov Gorišek        | Sturz |
| 95     | 15. Februar 2015  | Dmitri Wassiljew      | 254 m   | Vikersund         | Vikersundbakken                 | Griff in den Schnee |
| 96     | 16. März 2016     | Tilen Bartol          | 252 m   | Planica           | Letalnica bratov Gorišek        | Sturz |
| 97     | 22. März 2018     | Gregor Schlierenzauer | 253,5 m | Planica           | Letalnica bratov Gorišek        | Griff in den Schnee |
| 98     | 23. April 2024    | Ryōyū Kobayashi       | 256 m   | Akureyri          | Red-Bull-Schneeschanze          | Außer Konkurrenz – Die Weiten wurden bei einem experimentellen Event des Sponsors Red Bull auf einer eigens dazu erbauten temporären 300-Meter-Schanze erreicht. |
| 99     | 24. April 2024    | Ryōyū Kobayashi       | 259 m   | Akureyri          | Red-Bull-Schneeschanze          | Außer Konkurrenz – Die Weiten wurden bei einem experimentellen Event des Sponsors Red Bull auf einer eigens dazu erbauten temporären 300-Meter-Schanze erreicht. |
| 100    | 24. April 2024    | Ryōyū Kobayashi       | 282 m   | Akureyri          | Red-Bull-Schneeschanze          | Außer Konkurrenz – Die Weiten wurden bei einem experimentellen Event des Sponsors Red Bull auf einer eigens dazu erbauten temporären 300-Meter-Schanze erreicht. |
| 101    | 24. April 2024    | Ryōyū Kobayashi       | 291 m   | Akureyri          | Red-Bull-Schneeschanze          | Außer Konkurrenz – Die Weiten wurden bei einem experimentellen Event des Sponsors Red Bull auf einer eigens dazu erbauten temporären 300-Meter-Schanze erreicht. |

## Weltrekordentwicklung Frauen

### Offiziell
| Nummer | Datum            | Springerin              | Weite    | Ort             | Schanze                     |                 |
| ------ | ---------------- | ----------------------- | -------- | --------------- | --------------------------- | --------------- |
| 1      | Januar 1863      | Ingrid Olsdatter Vestby | –        | Trysil          | Nordbybakken                | [ 230 ]         |
| 2      | 14. Februar 1892 | Nora Glende             | 005,5 m  | Spydeberg       |                             | [ 231 ]         |
| 3      | 12. März 1895    | Ragnhild Pløen          | 012,75 m | Årkvisla        |                             | [ 232 ]         |
| 4      | 26. Januar 1902  | Hilda Stang             | 014,5 m  | Gjøvik          | Tranbergbakken              | [ 233 ] [ 234 ] |
| 5      | 1910             | Hilda Stang             | 021 m    | Gjøvik          | Tranbergbakken              |                 |
| 6      | 6. Februar 1910  | Hilda Stang             | 022 m    | Bærum           | Solbergbakken               | [ 235 ]         |
| 7      | 1911             | Paula Lamberg           | 022 m    | Kitzbühel       | Schattbergschanze           |                 |
| 8      | Februar 1922     | Isabel Coursier         | 025,6 m  | Revelstoke      | Nels Nelsen Hill            | [ 236 ] [ 237 ] |
| 9      | Februar 1922     | Olga Balstad-Eggen      | 026 m    | Arvika          | Falleberget                 |                 |
| 10     | 24. Januar 1926  | Hilda Holter            | 030,5 m  | Fox River Grove | Cary Hill                   | [ 238 ] [ 239 ] |
| 11     | Februar 1928     | Isabel Coursier         | 031,4 m  | Revelstoke      | Nels Nelsen Hill            | [ 240 ]         |
| 12     | 18. Januar 1931  | Johanne Kolstad         | 046,5 m  | Fluberg/Odnes   | Flubergbakken (Odnesbakken) | [ 46 ]          |
| 13     | 17. Februar 1931 | Johanne Kolstad         | 049 m    | Raufoss         | Lønnbergbakken              | [ 241 ]         |
| 14     | 19. Februar 1933 | Johanne Kolstad         | 062 m    | Trondheim       | Gråkallbakken               | [ 242 ]         |
| 15     | 6. März 1938     | Johanne Kolstad         | 069,5 m  | Berlin          | Nansen Ski Jump             | [ 243 ] [ 244 ] |
| 16     | 17. Februar 1973 | Anita Wold              | 072 m    | Raufoss         | Lønnbergbakken              | [ 245 ]         |
| 17     | 22. März 1973    | Anita Wold              | 073 m    | Meldal          | Kløvsteinbakken             | [ 246 ] [ 247 ] |
| 18     | 1. April 1973    | Anita Wold              | 073 m    | Bærum           | Skuibakken                  | [ 248 ]         |
| 19     | 3. Februar 1974  | Anita Wold              | 081 m    | Meldal          | Kløvsteinbakken             | [ 249 ]         |
| 20     | 3. Februar 1974  | Anita Wold              | 082,5 m  | Meldal          | Kløvsteinbakken             | [ 250 ]         |
| 21     | 6. März 1974     | Anita Wold              | 084 m    | Odnes           | Odnesbakken                 | [ 251 ]         |
| 22     | 16. März 1974    | Anita Wold              | 091 m    | Štrbské Pleso   | MS 1970                     | [ 252 ]         |
| 23     | 16. März 1974    | Anita Wold              | 094 m    | Štrbské Pleso   | MS 1970                     | [ 253 ]         |
| 24     | 14. Januar 1975  | Anita Wold              | 097,5 m  | Sapporo         | Ōkurayama-Schanze           | [ 254 ]         |
| 25     | 29. März 1981    | Tiina Lehtola           | 110 m    | Kuusamo         | Rukatunturi-Schanze         |                 |
| 26     | 8. Januar 1988   | Merete Kristiansen      | 112 m    | Odnes           | Odnesbakken                 | [ 255 ]         |
| 27     | 7. Januar 1994   | Eva Ganster             | 112 m    | Bischofshofen   | Paul-Außerleitner-Schanze   |                 |
| 28     | 21. Februar 1994 | Eva Ganster             | 113,5 m  | Lillehammer     | Lysgårdsbakken              | [ 256 ]         |
| 29     | 6. Januar 1997   | Eva Ganster             | 115 m    | Bischofshofen   | Paul-Außerleitner-Schanze   | [ 257 ]         |
| 30     | 4. Februar 1997  | Eva Ganster             | 144 m    | Tauplitz        | Kulm                        | [ 258 ]         |
| 31     | 5. Februar 1997  | Eva Ganster             | 161 m    | Tauplitz        | Kulm                        | [ 259 ]         |
| 32     | 6. Februar 1997  | Eva Ganster             | 163 m    | Tauplitz        | Kulm                        | [ 260 ]         |
| 33     | 7. Februar 1997  | Eva Ganster             | 164,5 m  | Tauplitz        | Kulm                        | [ 261 ]         |
| 34     | 9. Februar 1997  | Eva Ganster             | 165,5 m  | Tauplitz        | Kulm                        | [ 262 ]         |
| 35     | 9. Februar 1997  | Eva Ganster             | 167 m    | Tauplitz        | Kulm                        | [ 263 ]         |
| 36     | 29. Januar 2003  | Daniela Iraschko        | 188 m    | Tauplitz        | Kulm                        |                 |
| 37     | 29. Januar 2003  | Daniela Iraschko        | 200 m *  | Tauplitz        | Kulm                        |                 |
| 38     | 18. März 2023    | Ema Klinec              | 203 m    | Vikersund       | Vikersundbakken             |                 |
| 39     | 18. März 2023    | Maren Lundby            | 212,5 m  | Vikersund       | Vikersundbakken             |                 |
| 40     | 18. März 2023    | Alexandria Loutitt      | 222 m    | Vikersund       | Vikersundbakken             |                 |
| 41     | 19. März 2023    | Ema Klinec              | 226 m    | Vikersund       | Vikersundbakken             |                 |
| 42     | 17. März 2024    | Silje Opseth            | 230,5 m  | Vikersund       | Vikersundbakken             |                 |
| 43     | 14. März 2025    | Nika Prevc              | 236,0 m  | Vikersund       | Vikersundbakken             |                 |

### Ungültige Rekorde
| Nummer | Datum         | Springer     | Weite   | Ort       | Schanze         | Grund |
| ------ | ------------- | ------------ | ------- | --------- | --------------- | ----- |
| 1      | 17. März 2024 | Silje Opseth | 236,5 m | Vikersund | Vikersundbakken | Sturz |